# Kidsgrove Athletic FC
Kidsgrove Athletic FC (celým názvem: Kidsgrove Athletic Football Club) je anglický fotbalový klub, který sídlí ve městě Kidsgrove v nemetropolitním hrabství Staffordshire. Založen byl v roce 1952. Od sezóny 2018/19 hraje v Northern Premier League Division One West (8. nejvyšší soutěž). Klubové barvy jsou modrá a bílá.
Své domácí zápasy odehrává na stadionu Hollinwood Road s kapacitou 2 000 diváků.

## Získané trofeje
- Staffordshire Senior Cup ( 5× )
  - 2003/04, 2006/07, 2008/09, 2010/11, 2011/12

## Úspěchy v domácích pohárech
Zdroj: 
- FA Cup
  - 4. předkolo: 2011/12
- FA Trophy
  - 2. kolo: 2004/05
- FA Vase
  - Semifinále: 1997/98

## Umístění v jednotlivých sezonách
Stručný přehled
Zdroj: 
- 1966–1975: Mid-Cheshire League
- 1975–1983: Mid-Cheshire League (Division One)
- 1983–1987: Mid-Cheshire League
- 1987–1990: Mid-Cheshire League (Division One)
- 1990–1992: North West Counties League (Division Two)
- 1992–2002: North West Counties League (Division One)
- 2002–2007: Northern Premier League (Division One)
- 2007–2018: Northern Premier League (Division One South)
- 2018– : Northern Premier League (Division One West)

Jednotlivé ročníky
Zdroj: 
Legenda: Z – zápasy, V – výhry, R – remízy, P – porážky, VG – vstřelené góly, OG – obdržené góly, +/− – rozdíl skóre, B – body, červené podbarvení – sestup, zelené podbarvení – postup, fialové podbarvení – reorganizace, změna skupiny či soutěže
| Sezóny  | Liga                                         | Úroveň | Z  | V  | R  | P  | VG | OG | +/− | B  | Pozice |
| ------- | -------------------------------------------- | ------ | -- | -- | -- | -- | -- | -- | --- | -- | ------ |
| 2009/10 | Northern Premier League (Division One South) | 8      | 42 | 22 | 12 | 8  | 93 | 50 | +43 | 78 | 4.     |
| 2010/11 | Northern Premier League (Division One South) | 8      | 42 | 23 | 6  | 13 | 88 | 59 | +29 | 75 | 7.     |
| 2011/12 | Northern Premier League (Division One South) | 8      | 42 | 13 | 16 | 13 | 62 | 59 | +3  | 55 | 13.    |
| 2012/13 | Northern Premier League (Division One South) | 8      | 42 | 12 | 7  | 23 | 75 | 89 | −14 | 43 | 18.    |
| 2013/14 | Northern Premier League (Division One South) | 8      | 40 | 7  | 9  | 24 | 41 | 80 | −39 | 30 | 21.    |
| 2014/15 | Northern Premier League (Division One South) | 8      | 42 | 9  | 9  | 24 | 48 | 96 | −48 | 36 | 20.    |
| 2015/16 | Northern Premier League (Division One South) | 8      | 42 | 12 | 14 | 16 | 81 | 78 | +3  | 50 | 15.    |
| 2016/17 | Northern Premier League (Division One South) | 8      | 42 | 16 | 7  | 19 | 72 | 66 | +6  | 55 | 12.    |
| 2017/18 | Northern Premier League (Division One South) | 8      | 42 | 11 | 9  | 22 | 69 | 90 | -21 | 42 | 18.    |
| 2018/19 | Northern Premier League (Division One West)  | 8      | 38 |    |    |    |    |    |     |    |        |